# Noratus (miejscowość)
Noratus – wieś w Armenii, w prowincji Gegharkunik. W 2011 roku liczyła 6732 mieszkańców.